# Zehra Kelleci
Zehra Kelleci (* 2000 in Izmir) ist eine türkische Schauspielerin.

## Leben und Karriere
Kelleci wurde im Jahr 2000 in Izmir geboren. Sie besuchte das American Collegiate Institute in Izmir. Nach ihrem Abschluss studierte sie an der Koç Üniversitesi. Danach setzte sie ihr Studium an der Haldun Dormen Stage fort.
Ihr Debüt gab sie 2023 in der Serie Yüz Yılık Mucize. Im selben Jahr war Kelleci in Kızıl Goncalar zu sehen.

## Filmografie
- 2023: Yüz Yılık Mucize
- 2023: Kızıl Goncalar